# Смелата Ваяна 2
„Смелата Ваяна 2“ (на английски: Moana 2) е американска компютърна анимация от 2024 г., продуцирана от „Уолт Дисни Анимейшън Студиос“. Това е втората част от поредицата „Смелата Ваяна“ и е продължение на едноименния филм през 2016 г. Филмът е режисиран от Дейв Джерик-младши, Джейсън Хенд и Дейна Леду Милър (в техните режисьорски дебюти в киното) и е продуциран от Кристина Чен и Ивет Мерино. Аули'и Кравальо и Дуейн Джонсън ще повторят съответните си роли като Ваяна и Мауи.
Разработката за „Смелата Ваяна 2“ офиицално започва през 2020 г. като телевизионен сериал за Дисни+, преди да премине като пълнометражно продължение през февруари 2024 г. Шурър е потвърден да се завърне като продуцент заедно с художника Дерик като режисьор, който го прави първия самоанец да режисира филм за „Дисни“. Марк Манчина и Емили Беър, които са композитори и сътекстописци от първия филм, се завръщат да композират музиката и да пишат песни, докато Абигейл Барлоу и Емили Беър заместват Лин-Мануел Миранда като текстописци.
Световната премиера на филма се състои в Хаваите на 21 ноември 2024 г., и излиза по кината в Съединените щати на 27 ноември 2024 г. в разпространение от „Уолт Дисни Студиос Моушън Пикчърс“.

## Актьорски състав
- Аули'и Кравальо – Ваяна[8]
- Дуейн Джонсън – Мауи[9]
- Хуалалай Чънг – Мони[10]
- Роуз Матафео – Лото[10]
- Дейвид Фейн – Келе[10]
- Аухимай Фрейзър – Матанги, мистериозната заплаха за Ваяна и Мауи
- Калеси Ламберт-Цуда – Симеа, малката сестра на Ваяна[10]
- Темуера Морисън – Туи, бащата на Ваяна[10]
- Никол Шерзингер – Сина, майката на Ваяна[10]
- Рейчъл Хаус – Тала
- Джералд Рамзи – Таутай Васа, прародителят на Ваяна
- Алън Тюдик – Хейхей, петелът на Ваяна

Дъщерите на Джонсън – Джазмин и Тиана озвучават в оригинал членовете от фенклуба на Ваяна MOANA-BE's". Тофига Фепулеай озвучава богът Нало в средата на надписите, а Таматоа от първият филм е озвучен отново от Джемейн Клемент.

## Продукция

### Разработка
На 10 декември 2020 г. по време на среща в Disney Investor Day, главния творчески директор на „Уолт Дисни Анимейшън Студиос“ Дженифър Лий обяви, че музикалният сериал, който е озаглавен „Смелата Ваяна“, базиран на едноименния филм от 2016 г. е в разработка от студиото за Дисни+. На 4 август 2021 г., е обявено, че Оснат Шурър ще се завърне като продуцент след първия филм. На 21 януари 2022 г. художникът на „Смелата Ваяна“ – Дейвид Джерик-младши, е обявен като режисьор за сериала, който го прави първия самоански режисьор за проект на „Уолт Дисни Анимейшън Студиос“.

### Анимация
Анимацията се поддържа в студиото на „Уолт Дисни Анимейшън Студиос“ във Ванкувър.

### Музика
Марк Манчина и Опетайя Фоа’и се завръщат да композират музиката за филма, а Абигейл Барлоу и Емили Беър пишат песните, замествайки Лин-Мануел Миранда от първия филм.

## Премиера
„Смелата Ваяна 2“ излиза по кината на 27 ноември 2024 г. Първоначално е планиран да излезе като сериал по „Дисни+“ през 2024 г.

## В България
В България филмът излиза по кината на 29 ноември 2024 г. на 2D и 3D от „Форум Филм България“.

### Нахсинхронен дублаж
| Роля          | Изпълнител |
| ------------- | --- |
| Ваяна         | Надежда Ковачева |
| Мауи          | Момчил Степанов |
| Мони          | Живко Станев |
| Лото          | Петра Църноречка |
| Келе          | Здравко Димитров |
| Матанги       | Керана |
| Симеа         | Радина Бояджиева |
| Туи           | Христо Чешмеджиев |
| Сина          | Яница Маслинкова |
| Баба Тала     | Малена Шишкова |
| Таутай Васа   | Мариан Маринов |
| Таматоа       | Атанас Сребрев |
| Нало          | Димитър Ангелов |
| Ваянки        | Яна Бонева Ая Сапунова Яна Шиварова |
| Селянин       | Даниел Кукушев |
| Други гласове | Андрей Манов Анислав Лазаров Боряна Йорданова Галя Симеонова Ивелина Цонева Йоана Димитрова Йоанна Драгнева Лъчезар Натлев Михаил Трендафилов Надежда Панайотова Никола Вучев Никола Костадинов Пламен Цветанов Стефан Врачев Рада Христова Стефан Койчинов Стефани Рачева Теодор Койчинов |

| Песен                | Изпълнител                                                      |
| -------------------- | --------------------------------------------------------------- |
| Обратно              | Надежда Ковачева Хор                                            |
| Щом по вода ни върви | Надежда Ковачева Живко Станев Петра Църноречка Здравко Димитров |
| Чи-ху                | Момчил Степанов                                                 |
| Далеч, далеч         | Надежда Ковачева                                                |

| Обработка                       | Александра Аудио                                                         |
| ------------------------------- | ------------------------------------------------------------------------ |
| Режисьор на дублажа             | Ваня Иванова                                                             |
| Преводач                        | Милена Кекеманова                                                        |
| Музикален режисьор              | Десислава Софранова                                                      |
| Български текст на песните      | Десислава Софранова                                                      |
| Асистент музикален-режисьор     | Красиана Димитрова                                                       |
| Тонрежисьори на записа          | Петър Костов Пламен Чернев Мартин Станев Пламен Цветанов Ралица Христова |
| Микс студио                     | Shepperton International                                                 |
| Творчески директор              | Венета Янкова                                                            |
| Продуцент на българската версия | Disney Character Voices International                                    |

- Певицата Надежда Ковачева, победителката в десетия сезон на „Гласът на България“, замества Михаела Маринова, която озвучи Ваяна в първия филм.